# ローマ日本人学校
ローマ日本人学校（伊:Scuola Giapponese di Roma）とはイタリアのローマにある日本人学校である。小中一貫校(文部科学省認可）（幼稚園については運営組織は異なる。）
1987年4月に元からあったローマ日本語補習校学校をローマ日本人学校に改称し、1990年1月に日本政府より正式な日本人学校としての認可を受ける。翌1991年4月に開校式を行った。尚、現在ローマ日本人学校はこの時を開校としている。主にローマに居住する邦人向けに運営されているが、 リーマンショックによるローマからの日本企業の撤退の影響もあり生徒数は減少傾向で、2011年時点で40人いた生徒も、2022年9月　１９名、2023年７月現在では僅か１２人となっている。かつては学校内には週末に日本語クラスを開いているローマ日本語補習授業校の他、ローマ日本人幼稚園もあったが、在校児童生徒数減少に伴い2021年日本人学校および幼稚園はモンテ・クッコ地区に移転。日本語補習授業校は別校舎に移転した。
かつてはVia Antelao 14に所在していたが、2003年に00148　Via della Casetta Mattei, 104, Roma, Italia　に移転。2021年12月に現在の場所Via di Monte Cucco, 127, 00148 Roma RMに移転した。